# Francisco de Paula Benavides y Navarrete
Pour les articles homonymes, voir Benavides et Navarrete (homonymie).
Francisco de Paula de Benavides y Fernández de Navarrete (né le 14 mai 1810 à  Baeza et mort le 30 mars 1895 à Saragosse) est un cardinal espagnol du XIXe siècle.

## Biographie
Bonavides est doyen du chapitre de la cathédrale de Cordoue. Il est élu évêque de Sigüenza en 1858 et promu Patriarche des Indes occidentales espagnoles en 1875. Benavides démissionne de l'administration de son diocèse et est nommé aumônier royal. 
Il participe au concile de Vatican I en 1869-1870. Le pape Pie IX le crée cardinal lors du consistoire du 12 mars 1877. Benavides participe au conclave de 1878, au cours duquel Léon XIII est élu. Il est transféré à l'archidiocèse de Saragosse en 1881.

## Sources
- Fiche  sur le site fiu.edu